# Ditshegwane
Ditshegwane – wieś w Botswanie w dystrykcie Kweneng. Według spisu ludności z 2011 roku wieś liczyła 2114 mieszkańców.